# Haruka Oota
Pour les articles homonymes, voir Oota.
Haruka Oota (太田遥香, Oota Haruka, née le 21 octobre 2003 à Sapporo, à Hokkaido, au Japon) est une chanteuse et idole japonaise du Hello! Project, membre depuis le 23 novembre 2018 du groupe de J-pop Angerme.

## Biographie
Haruka Oota est électionnée le 30 juillet 2016 pour rejoindre le Hello! Pro Kenshūsei avec Hikari Sato, Kanami Ishiguri, Minori Kawano, Rio Kitagawa, Yume Kudo et Mei Yamazaki.
Le 23 novembre 2018, on annonce qu'elle devient membre de la 7e génération des Angerme, avec Layla Ise.

## Groupes
Au sein du Hello! Project
- Hello! Pro Kenshūsei (2016-2018)
- Angerme (2018-2020)

## Discographie

### Avec Angerme
Singles
- 10 avril 2019 : Koi wa Accha Accha / Yumemita Fifteen
- 20 novembre 2019 : Watashi wo Tsukuru no wa Watashi / Zenzen Okiagarenai SUNDAY

Albums
- 15 mai 2019 : Rinnetenshou ~ANGERME Past, Present & Future~

### Autres participations
Singles
- 5 juillet 2017 : Real☆Little☆Girl / Kanojo ni Naritai!!! (avec les Hello! Pro Kenshuusei Hokkaido)
- 17 février 2018 : Hankouki! / Ice day Party (avec les Hello! Pro Kenshuusei Hokkaido et Manaka Inaba

Albums
- 6 mai 2018 : Rainbow×2 (avec les Hello! Pro Kenshūsei  et les Hello! Pro Kenshuusei Hokkaido)

## Liens
- (ja) Profil officiel avec Angerme